# Prva crnogorska fudbalska liga 2018-2019
La Prva crnogorska fudbalska liga 2018-2019 (prima lega calcistica montenegrina 2018-2019), conosciuta anche come T-Com 1.CFL 2018-2019 per ragioni di sponsorizzazione, è stata la 15ª edizione di questa competizione, la 13ª come prima divisione del Montenegro indipendente. La vittoria finale è stata appannaggio del Sutjeska, al suo 4º titolo, secondo consecutivo.
Capocannoniere del torneo fu Nikola Krstović (Zeta), con 17 reti.

## Stagione

### Avvenimenti
Per la seconda stagione partecipano al campionato 10 squadre. Dalla 1. liga 2017-18 sono retrocesse in 2. liga il Kom ed il Dečić. Dalla 2. liga sono state promosse il Mornar e il Lovćen.
Il 6 giugno 2018, il Mladost Podgorica ("fresco" vincitore della coppa nazionale), ha cambiato il nome in OFK Titograd.

### Formula
In stagione le squadre partecipanti furono 10 : 8 che mantennero la categoria dalla stagione precedente e 2 promosse dalla seconda divisione.
Le 10 squadre disputarono un doppio girone di andata-ritorno, per un totale di 36 giornate; al termine di queste, l'ultima classificata fu retrocessa, mentre la penultima e la terzultima disputarono i play-out contro la seconda e terza classificata della Druga crnogorska fudbalska liga 2018-2019.
Le squadre qualificate alle coppe europee furono quattro: La squadra campione si qualificò alla UEFA Champions League 2019-2020, la seconda e la terza alla UEFA Europa League 2019-2020. La squadra vincitrice della coppa del Montenegro fu anch'essa qualificata alla UEFA Europa League.

## Squadre
| Club              | Città        | Stadio                  | Posizione 2017-2018     |
| ----------------- | ------------ | ----------------------- | ----------------------- |
| Budućnost         | Podgorica    | Stadio pod Goricom      | 2º posto                |
| Grbalj            | Radanovići   | Stadion Donja Sutvara   | 4º posto                |
| Iskra Danilovgrad | Danilovgrad  | Stadion Braća Velašević | 7º posto                |
| Lovćen            | Cetinje      | Stadion Obilića Poljana | 3º posto in Druga liga  |
| OFK Titograd      | Podgorica    | Trening Kamp FSCG       | 3º posto                |
| Mornar            | Antivari     | Stadion Topolica        | 1º posto in Druga liga  |
| Petrovac          | Castellastua | Stadion pod Malim brdom | 9º posto                |
| Rudar Pljevlja    | Pljevlja     | Stadion pod Golubinjom  | 6º posto                |
| Sutjeska          | Nikšić       | Stadion Kraj Bistrice   | Campione del Montenegro |
| Zeta              | Golubovci    | Stadion Trešnjica       | 5º posto                |

## Classifica
|       | Pos. | Squadra           | Pt | G  | V  | N  | P  | GF | GS | DR  |
| ----- | ---- | ----------------- | -- | -- | -- | -- | -- | -- | -- | --- |
|       | 1.   | Sutjeska          | 74 | 36 | 21 | 11 | 4  | 58 | 21 | +37 |
| [ 4 ] | 2.   | Budućnost         | 65 | 36 | 17 | 14 | 5  | 56 | 25 | +31 |
|       | 3.   | Zeta              | 61 | 36 | 16 | 13 | 7  | 36 | 21 | +15 |
|       | 4.   | OFK Titograd      | 57 | 36 | 16 | 9  | 11 | 47 | 41 | +6  |
|       | 5.   | Iskra Danilovgrad | 50 | 36 | 13 | 11 | 12 | 46 | 39 | +7  |
|       | 6.   | Grbalj            | 48 | 36 | 11 | 15 | 10 | 45 | 36 | +9  |
|       | 7.   | Petrovac          | 47 | 36 | 13 | 8  | 15 | 40 | 45 | −5  |
|       | 8.   | Rudar Pljevlja    | 41 | 36 | 8  | 17 | 11 | 35 | 44 | −9  |
|       | 9.   | Lovćen            | 26 | 36 | 5  | 11 | 20 | 29 | 65 | −36 |
|       | 10.  | Mornar            | 12 | 36 | 1  | 9  | 26 | 17 | 72 | −55 |

Legenda:
      Campione di Montenegro e ammessa alla UEFA Champions League 2019-2020.
      Ammesse alla UEFA Europa League 2019-2020.
  Partecipa ai play-out.
      Retrocesse in Druga crnogorska fudbalska liga 2019-2020.
Regolamento:
Tre punti a vittoria, uno a pareggio, zero a sconfitta.

## Risultati
|           | Bud     | Grb     | Isk     | Lov     | Mor     | Tit     | Pet     | Rud     | Sun     | Zet     |
| --------- | ------- | ------- | ------- | ------- | ------- | ------- | ------- | ------- | ------- | ------- |
| Budućnost |         | 1-1 5-3 | 1-0 3-1 | 0-0 7-0 | 3-0 5-0 | 2-1 4-0 | 1-1 3-0 | 0-0 1-0 | 1-1 0-2 | 0-2 0-0 |
| Grbalj    | 0-1 1-0 |         | 0-0 2-1 | 0-1 3-2 | 2-0 4-0 | 0-1 1-0 | 4-0 2-0 | 0-1 1-1 | 0-1 0-0 | 1-1 0-0 |
| Iskra     | 0-1 0-0 | 0-0 1-1 |         | 1-3 2-0 | 2-0 1-1 | 0-1 2-3 | 0-1 2-1 | 1-1 5-1 | 0-4 1-1 | 1-2 0-1 |
| Lovćen    | 0-0 1-1 | 0-5 1-1 | 0-2 1-2 |         | 0-1 1-0 | 2-2 1-3 | 1-3     | 1-3 0-1 | 1-1 1-3 | 0-2 1-0 |
| Mornar    | 0-1     | 1-1 2-4 | 1-1 1-3 | 2-4 0-0 |         | 0-1 0-3 | 0-1 1-5 | 1-1 0-0 | 0-1 0-3 | 0-0 0-3 |
| Titograd  | 1-0 1-2 | 0-2 2-2 | 1-1 1-2 | 0-0 3-2 | 1-0 6-1 |         | 3-0 1-1 | 0-0 1-0 | 0-0 0-1 | 2-1 0-2 |
| Petrovac  | 1-1 0-0 | 0-1 3-3 | 1-2 0-4 | 1-0 0-0 | 1-0 2-1 | 1-2 0-1 |         | 3-1 3-2 | 1-0 0-1 | 0-1 0-2 |
| Rudar     | 2-1 2-2 | 0-0 3-0 | 0-0 1-1 | 0-0 2-1 | 1-1 3-1 | 3-1 2-2 | 0-4 0-1 |         | 1-2 1-1 | 0-0 1-1 |
| Sutjeska  | 2-1 2-2 | 3-0 2-0 | 1-2 2-0 | 1-1 4-0 | 1-1 2-1 | 3-0 1-2 | 2-1     | 2-0 4-0 |         | 0-1 1-0 |
| Zeta      | 0-1 0-3 | 0-0 1-0 | 1-3 0-2 | 3-0 3-2 | 2-0     | 1-0 1-1 | 0-0     | 0-0 2-1 | 0-0 1-1 |         |

## Spareggi
Lovćen e Rudar Pljevlja (penultimo e terzultimo in prima divisione) sfidano Kom e Bokelj (secondo e terzo in seconda divisione) per due posti in Prva crnogorska fudbalska liga 2019-2020.
| Bokelj                           | 0–2 | Rudar Pljevlja | Cattaro, 29 maggio 2019   |
| Lovćen                           | 0–1 | Kom            | Cetinje, 4 giugno 2019    |
|                                  |     |                |                           |
| Rudar Pljevlja                   | 2–1 | Bokelj         | Pljevlja, 2 giugno 2019   |
| Kom                              | 1–0 | Lovćen         | Podgorica, 10 giugno 2019 |
| Lovćen retrocesso, Kom promosso. |     |                |                           |

## Marcatori
| Gol                                               |  |  | Giocatore          | Squadra           |
| ------------------------------------------------- |  |  | ------------------ | ----------------- |
| 17                                                |  |  | Nikola Krstović    | Zeta              |
| 12                                                |  |  | Vladan Kordić      | Grbalj            |
| 12                                                |  |  | Božo Marković      | Sutjeska          |
| 12                                                |  |  | Darko Nikač        | Iskra Danilovgrad |
| 12                                                |  |  | Aleksandar Vujačić | Budućnost         |
| 11                                                |  |  | Marko Pavićević    | OFK Titograd      |
| 10                                                |  |  | Radomir Đalović    | Rudar Pljevlja    |
| Fonte: Montenegro » 1. CFL 2018/2019 » Top Scorer |  |  |                    |                   |